# Campos de internamento na Etiópia
Os campos de internamento na Etiópia durante o governo do primeiro-ministro Abiy Ahmed no decorrer da década de 2020 incluem campos que mantiveram tigrínios durante a Guerra do Tigré, eritreus, e amharas durante a Guerra de Amhara.

## Tigrínios
Campos de internamento para manter tigrínios foram administrados durante a Guerra do Tigré, começando em novembro de 2020, quando 700 tigrínios étnicos foram detidos em Adis Abeba. O número caiu para cerca de 300 em dezembro de 2020. As autoridades citaram o motivo da detenção como sendo suspeita de vínculos com a Frente de Libertação do Povo Tigré (TPLF). Um local de detenção no armazém Abbadi em Mai Kadra manteve de 3.000 a 8.000 detidos, incluindo 400 crianças e pessoas com idades entre 70 e 80 anos, durante novembro de 2020, sem fornecimento de comida ou água pelos guardas do campo; os Médicos Sem Fronteiras tiveram acesso ao campo e forneceram comida e água.
Em abril de 2021, 500 tigrínios foram mantidos sob prisão arbitrária com base em sua identidade étnica em um centro de detenção de Adis Abeba. As condições foram descritas como "miseráveis" por um profissional de saúde, com cerca de 30 detidos por quarto. Nenhum dos detidos havia sido levado perante um juiz até maio de 2021. Uma onda de prisões de tigrínios étnicos e de jornalistas ocorreu em julho de 2021. A Comissão Etíope de Direitos Humanos (EHRC) declarou que estava monitorando as detenções.
Em setembro, as forças da região de Amhara detiveram "milhares" de homens, mulheres e crianças da etnia tigrínia, residentes de Humera, em centros de detenção que testemunhas descreveram ao The Daily Telegraph como campos de concentração, nos quais os olhos foram removidos de uma vítima, os membros das vítimas eram decepados e os corpos foram jogados em valas comuns. De acordo com um participante de uma reunião pública em Humera, as forças de Amhara declararam: "Deveríamos exterminar todos os residentes tigrínios da cidade. Devemos purgar-los todos." Uma lista administrativa indicando a identificação dos residentes como tigrínios de suas carteiras de identidade foi usada para encontrá-los em operações de casa em casa. A Salon.com, com base em relatos de testemunhas de ex-detentos e médicos, imagens de satélite e gravações de vídeo, afirmou que crianças entre os detidos passaram fome e foram abusadas.
Em novembro de 2021, ocorreu uma onda de prisões de tigrínios com base na etnia, incluindo “dezenas de padres, monges, diáconos e outros”. O The New York Times descreveu-as como tendo "arrastado qualquer pessoa de ascendência tigrínia, muitas das quais não tinham laços com os rebeldes ou mesmo afinidade com eles", incluindo "mães com filhos e idosos". Laetitia Bader, da HRW, descreveu o estado de emergência, que permitiu formalmente as detenções em massa, como "'legitimando e legalizando práticas ilegais' e criando um 'verdadeiro clima de medo'." Em 20 de novembro, a Genocide Watch classificou a situação etíope como incluindo o estágio 8 do genocídio, a perseguição.

### Abusos e assassinatos
Tortura e espancamentos eram sistemáticos nos campos. No campo de Abbadi, em novembro de 2020, os guardas declararam em resposta a um pedido de compra de insulina para um detento com diabetes: "Não estamos aqui para tratá-lo; estamos aqui para matá-lo. Estamos reunindo os refugiados tigrínios aqui para matá-los."

### Números
Em novembro de 2021, Salsay Weyane Tigray estimou de 20.000 a 30.000 detenções de tigrínios fora das zonas de guerra. O African Citizens estimou o número de tigrínios detidos "apenas pelo crime de quem são ou de onde vêm" em 40.000 em 26 de novembro de 2021. No mesmo dia, Clark, Lapsley e Alton estimaram que 30.000 civis tigrínios foram detidos em Adis Abeba, 15.000 militares tigrínios foram detidos desde o final de 2020 e um número desconhecido de tigrínios detidos no oeste do Tigré e noutras partes da Etiópia.

## Eritreus
Em julho de 2022, refugiados eritreus foram mantidos em campos de detenção perto de Debarq na região de Amhara e perto de Alemwach.

## Amharas
Durante a Guerra de Amhara, os amharas foram mantidos em centros de detenção superlotados e com acesso insuficiente a cuidados médicos, levando a duzentas mortes em setembro de 2023 devido a um surto de cólera.

## Terminologia
Os campos de detenção de tigrínios da década de 2020 foram descritos como campos de concentração por Jonathan Hutson, escrevendo no Salon.com, que argumentou que o termo era justificado com base em milhares de adultos e centenas de crianças sendo "mantidos em condições adversas, sistematicamente famintos e espancados por causa de sua etnia e sem qualquer processo judicial ou pretexto legal válido" pelas forças de segurança etíopes.
Em novembro de 2021, nas redes sociais virtuais, jornalistas, políticos e ativistas pró-governo apelaram a que os habitantes de Tigray fossem detidos no que designaram como campos de concentração. Imagens online dos centros de detenção de amharas em setembro de 2023 descreveram-nos como campos de concentração.
O Instituto Lemkin para Prevenção do Genocídio declarou que os campos de detenção de Amharas de 2023 eram campos de concentração.

## Locais
Os locais dos centros de internamento incluem os centros de detenção de Awash Arba e Awash Sebat na região de Afar; um centro de detenção perto dos Condomínios Gelan em Addis Ababa; um complexo de armazéns Abbadi em Mai Kadra; um campo em Mirab Abaya; e um campo que mantém amharas em setembro de 2023 em Tulu Dimtu, de acordo com a Amhara Association of America.